# Louise Watkin
Louise Stephanie Watkin  (nacida Niklasson,Estocolmo, Suecia, 13 de agosto de 1992) es una nadadora paralímpica británica. Watkin nada en la categoría S9 y representó a Gran Bretaña en los Juegos Paralímpicos de Londres 2012, en los que ganó dos medallas de plata y dos de bronce. Ganó una medalla de plata y tres de bronce en los Juegos Paralímpicos de Pekín 2008.

## Carrera atlética
Se desplazó al Reino Unido en 1996. Nació con una deficiencia en las extremidades superiores, y la falta de la mano izquierda. Después de probar varios deportes y actividades cuando era niña, se decidió por la natación a la edad de 12 años.
Su primera competición importante fue el Campeonato Mundial de Durban (Sudáfrica) en 2006, y desde entonces ha competido en los Juegos Paralímpicos de Pekín 2008, el Campeonato Europeo de Reykjavik en 2009, y también el Campeonato Mundial de Natación de Corto Recorrido en Río (también en el año 2009).
En los Juegos Paralímpicos de Pekín, a pesar de tener 16 años, ganó 1 medalla de plata y 3 de bronce.
En agosto de 2012, Watkin fue clasificada como el número 1 del mundo en 50 metros libres.
También está clasificada tercera en los 100 m estilo libre, segunda en los 200 m IM, octava en los 100 m braza, y décima en los 100 m espalda.

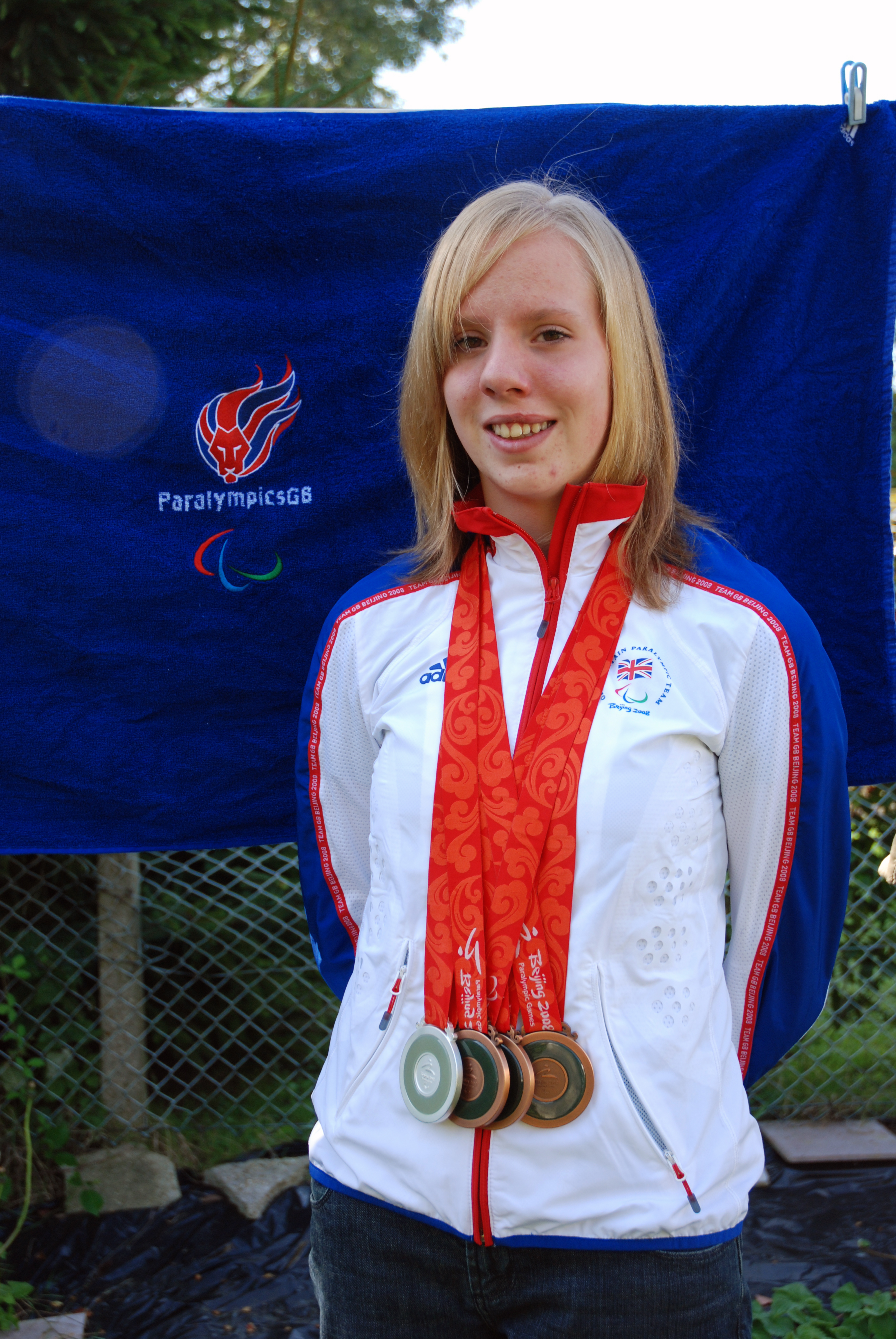
Louise Watkin muestra sus 4 medallas ganadas en los Juegos Paralímpicos de Pekín 2008.

Entre el 15 y el 21 de agosto de 2010, compitió en los Campeonatos Mundiales, en Eindhoven, Holanda, donde se convirtió en campeona mundial de 50 metros libres, superando a la plusmarquista mundial Natalie du Toit. También ganó una medalla de plata en los 200 m IM, 100 m braza, y el relevo 4 × 100 m estilo libre (34 puntos), ganó una medalla de bronce en los 100 metros libres.
Es la poseedora del récord europeo de 100 m estilo libre (1 min 03.07 ss.) y 200 IM (2 min 35.99 ss.)
Solía entrenar en el Club de Natación de la Ciudad de Salford a tiempo completo bajo el Plan de Entrenamiento Competitivo de Salford, y fue entrenada por John Stout, que fue seleccionado como entrenador del Equipo de Natación de los Juegos Paralímpicos de Gran Bretaña en los Juegos Paralímpicos de Londres 2012. Sin embargo, Louise Watkin —y su compañera de medallas Heather Frederiksen— están buscando un nuevo club después de dejar el equipo de natación de la ciudad de Salford después, según BBC Sport, de una ruptura en la relación con el entrenador John Stout.
En su primera prueba, ganó una medalla de bronce como miembro del equipo femenino de relevos de 4 x 100 metros estilo libre 34 puntos. Luego ganó la plata en los 50 metros estilo libre S9 y el bronce en los 200 metros estilo libre individuales SM9, antes de obtener una medalla de plata en el relevo medley de 4 x 100 metros femenino de 34 puntos.